# Gurgel Itaipu
El Gurgel Itaipu E150 es un automóvil eléctrico, producido por el fabricante brasileño Gurgel. El Itaipu fue presentado en el Salão do Automóvel en 1974, con un inicio de producción previsto para diciembre de 1975. Solo unos pocos vehículos llegaron a producirse y hoy son ítems de colección. La velocidad máxima de los primeros prototipos era aproximadamente de 30 kilómetros por hora; los últimos modelos alcanzaban los 60 kilómetros por hora. Pese a que se construyó una veintena de vehículos en la fase previa a la producción en serie, el modelo jamás se comercializó. Se trató del primer automóvil eléctrico construido en América Latina, y sus especificaciones son comparables a las de modelos similares de la época tales como el CitiCar. El automóvil fue bautizado en honor a la represa y planta hidroeléctrica situada en la frontera entre Brasil y Paraguay.
El diseño del automóvil era único, un biplaza trapezoidal muy compacto. El vehículo pesaba apenas 460 kilogramos, a los cuales se añadían 320 que correspondían a las baterías. El nombre «Itaipu» fue reutilizado en 1980 para un vehículo utilitario más grande, el Itaipu E400, el cual se basó en el Gurgel G800, cuyo motor lo proveía Volkswagen.

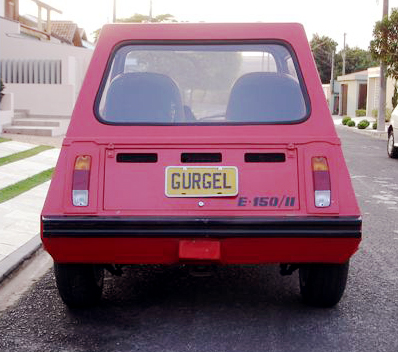
Vista trasera del Itaipu E150/II